# The WizardQueen
The WizardQueen (рус. Королева-колуднья) — концептуальный альбом, метал-опера немецкого проекта Final Chapter, выпущенный в 2004 году под лейблом Underground Symphony. В записи приняли участие такие музыканты как Читрал Сомапала и Тобиас Заммет.

## Сюжет
Сценарий The WizardQueen представляет собой историю в жанре тёмного фэнтези. Некий мир живёт под властью бессмертного тёмного властелина — Короля, в подчинению которого находятся армии демонов и тёмных жрецов. Единственной надеждой людей на свободу является Королева-колдунья, повелительница волков и прочих ночных созданий, но она давно повержена Королём и теперь пребывает в стране мёртвых. Однако, в мир является Спаситель, посланный Королевой с тем, чтобы освободить людей от рабства.

## Список композиций
1. "Intro" - 1:11
2. "The WizardQueen" - 6:34
3. "The Beginning" - 8:59
4. "The Old Man" - 4:41
5. "The Ones Who Cannot Love" - 5:41
6. "The Ballad of the Queen" - 7:45
7. "The Temple of Fear" - 2:21
8. "The King of the Court" - 6:37
9. "The Fight" - 4:00
10. "The Resurrection" - 9:32
11. "The Arrival of the Queen" - 4:14
12. "The Search" - 7:49

## Над диском работали

### В ролях
- Королева-Колдунья — Ульрике Эш (на 3, 4, 5, 6, 7, 8, 12)
- Спаситель — Оливер Здраззер (на 2, 3, 4, 5, 6, 10, 11, 12)
- Король — Читрал Сомапала (на 3, 8, 9)
- Эльф — Катрин Хоффман (на 9, 10)
- Старец — Дюк (на 4, 9, 10)
- Страж — Тобиас Заммет (на 10)
- Хор Рассвета — Мейк Анлауфф, Клаудия Обзер, Читрал Сомапала, Оливер Здраззер, Ульрике Эш, Катрин Хоффман

### Инструменталисты
- Михаэль Бреттнер — Гитара
- Аким Сизингер — Гитара
- Андреас Виммер — Клавишные, Бас-гитара
- Михаэль Стейн — Ударные